# Махмудова, Нуриниссо Нусратуллоевна
Нуриниссо Нусратуллоевна Махмудова (род. 28 августа 2000 года) — российская спортсменка, стрелок из лука. Чемпионка Европы в помещении в личных соревнованиях (2025).
Чемпионка России в личных соревнованиях (2024). Двукратный серебряный (2023, 2024) и двукратный бронзовый (2022, 2025) призер чемпионата России в командных соревнованиях. Чемпионка России (2024) и серебряный призер (2021) чемпионата России в смешанных командах (микст). Серебряный призер чемпионата России в помещении в личных соревнованиях (2022). Двукратный серебряный (2019, 2022) и четырехкратный бронзовый (2018, 2020, 2021, 2023) призер чемпионата России в помещении в командных соревнованиях. Двукратный победитель I Всероссийской спартакиады по летним видам спорта среди сильнейших спортсменов 2022 года в командных соревнованиях и смешанных командах (микст).
Мастер спорта России (2017). Мастер спорта России международного класса (2025).
Действующая рекордсменка России среди женщин на дистанции 70 м. (36 выстрелов) в квалификационном раунде (344 очка).